# Elaphoglossum angustatum
Elaphoglossum angustatum là một loài thực vật có mạch trong họ Lomariopsidaceae. Loài này được (Schrad.) Hieron. mô tả khoa học đầu tiên năm 1911.